# Eudes de Montbéliard

Armoiries d'Eudes de Montbéliard.

Eudes de Montbéliard (mort en 1247) fut l'un des principaux barons du royaume de Jérusalem au début du XIIIe siècle. Il occupa les fonctions de bailli (vice-roi) et de connétable du royaume de Jérusalem (commandant de l'armée). Il participa à la sixième croisade ainsi qu'à la croisade des barons.

## Biographie
Eudes est le fils de Gautier de Montbéliard, qui fut régent des royaumes de Jérusalem et de Chypre, et de Bourgogne de Lusignan. 
Il épouse Echive de Saint-Omer, fille de Raoul de Saint-Omer, héritière de la principauté de Galilée.
En 1220, il est nommé connétable du royaume de Jérusalem par le roi Jean de Brienne. En 1223, il est nommé bailli du royaume de Jérusalem. Cependant, en 1227, l'empereur germanique et roi de Jérusalem Frédéric II de Hohenstaufen envoie Thomas d'Aquin pour remplacer Eudes. L'année suivante, Eudes est désigné comme l'un des trois commandants de la croisade de Frédéric avec Richard Filangieri et Hermann von Salza.
À la fin de la sixième croisade, juste avant que Frédéric ne quitte Acre pour retourner en Europe, il désigne Eudes comme connétable. Au moment de son départ de Terre sainte, Frédéric traverse la ville sous les huées et les quolibets. Eudes et Jean d'Ibelin imposent le respect à la foule.
En 1233, il est rattrapé par le désaccord suscité par la décision de Frédéric de nommer Philippe de Maugastel comme bailli ; une nomination appuyée par Eudes. Une foule furieuse attaque les partisans de Philippe et ce n'est que l'intervention de Jean de Césarée qui sauve Eudes de la mort. Eudes et Balian de Sidon partagent le rôle de bailli en 1236 contre la volonté du pape Grégoire IX dont le choix de Richard Filangieri était inacceptable pour les barons.
Il participe à la croisade de 1239-1240 menée par Thibaut de Navarre, mais celle-ci est entachée par des tensions entre Thibaut et les barons locaux, dont Eudes. Cependant, le traité entre Thibaut et Al-Salih Ismaël, l'émir de Damas, rend en 1240 la Galilée au royaume de Jérusalem. Eudes de Montbéliard étant prince titulaire de Galilée, il prend donc le pouvoir sur cette principauté.
En 1244, Eudes se consacre à la reconstruction de Tibériade, la capitale de la Galilée, pillée par l'armée khwarezmienne. Mais le 17 juin 1247, la ville de Tibériade et la principauté de Galilée sont conquises par les armées de Fakhreddin, émir de Damas. Eudes meurt plus tard cette année-là.